# Technopark (Indie)

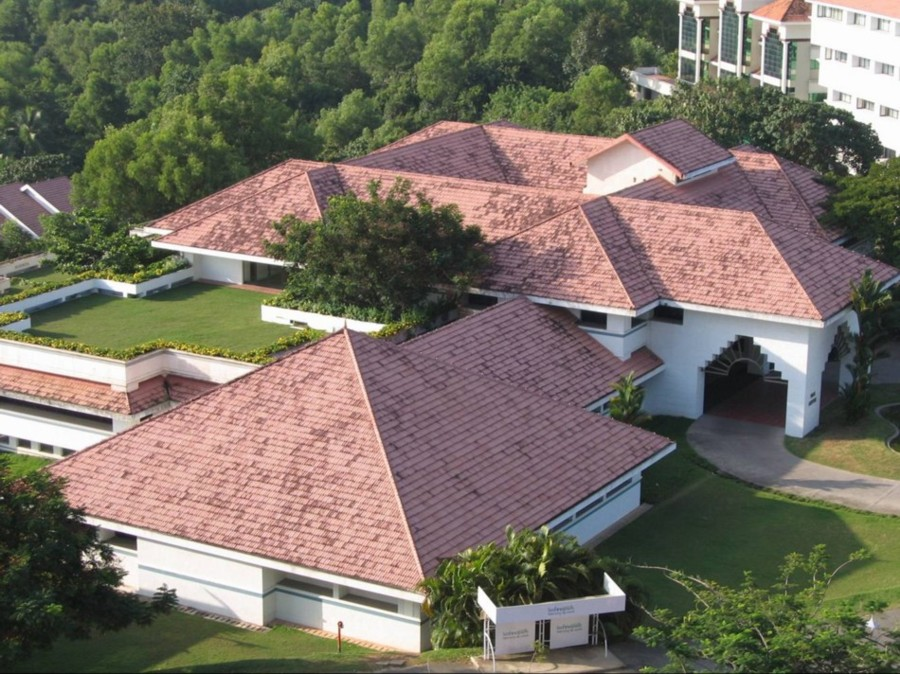
Technopark, Park Centre

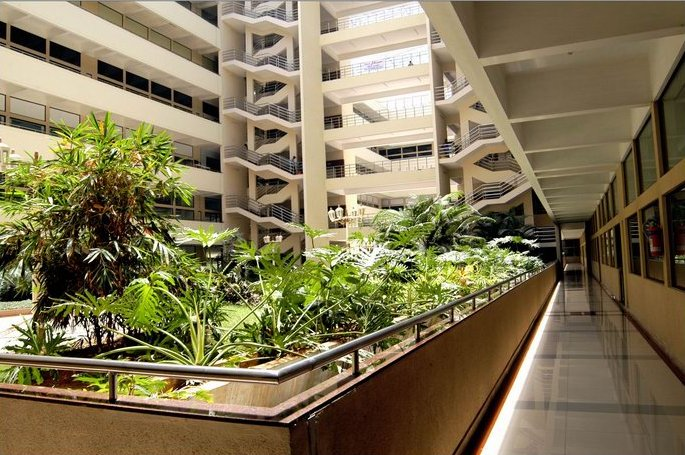
Wejście do budynku Bhavani

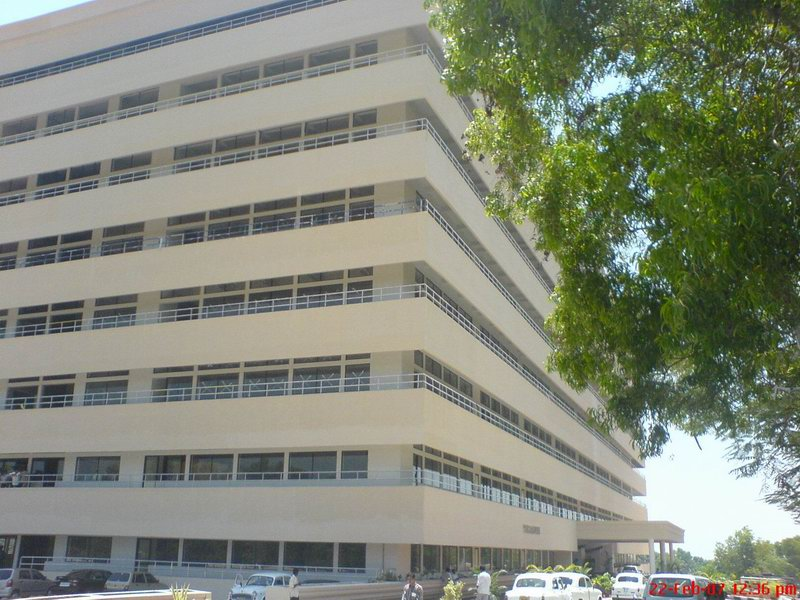
Siódmy budynek, nazwany Thejaswini w lutym 2007. Zajmuje powierzchnię ponad 60,000m²

Technopark w Kerali to technopolis w Thiruvananthapuram (również nazywanym Trivandrum) w Indiach. Poświęcony jest elektronice, oprogramowaniu i innym dziedzinom informatyki. Jest pierwszą i zarazem największą instytucją tego rodzaju w Indiach. Powstała ona na początku lat dziewięćdziesiątych XX wieku i obecnie jej zabudowana powierzchnia wynosi 310 tys. m². Technopark jest siedzibą dla ponad 110 przedsiębiorstw, które łącznie zatrudniają ponad 15 tys. profesjonalistów. Technopark został wypromowany przez rząd indyjski. Taka polityka ekonomiczna przyczyniła się do szybkiego wzrostu zainteresowania. Ponad 70% produktów informatycznych Kerali pochodzi właśnie stąd. Technopark jest własnością rządu Kerali.

## Infrastruktura
W Technoparku znajduje się tuzin pięknych, nowoczesnych budynków poświęconych rozwijaniu informatyki w kraju. Sześć z nich nosi nazwy rzek Kerali: Pamba, Periyar, Nila, Chandragiri, Gayathri i Bhavani. Na terenie tej technopolis znajdują się również:
- Park Centre – administracja Technoparku.
- Technopark Club – znajduje się w centrum ośrodka. Dostarcza pracownikom różnych udogodnień, by odpocząć. Jest tam siłownia, basen, korty tenisowe, stoły do tenisa stołowego, restauracja itp. Klub często organizuje różne festiwale, na których są dyskoteki, małe konkursy i koncerty znanych grup.
- Techno-Mall – pasaż handlowy, w którym można kupić ubrania, książki, jedzenie itp.
- Technopark guesthouse – budynek dla gości, którzy chcą się czegoś dowiedzieć o instytucji.